# آندره گدار
آندره گدار (به فرانسوی: André Godard) (زادهٔ ۲۱ ژانویه ۱۸۸۱ – درگذشتهٔ ۳۱ ژوئیه ۱۹۶۵) معمار، باستان‌شناس فرانسوی و رئیس پردیس هنرهای زیبای دانشگاه تهران بود.

## زندگی
او در اوایل دوره پهلوی اول به ایران وارد شد و به استخدام دولت ایران درآمد. مسئولیت‌های او نظیر مدیر ادارهٔ عتیقیّات، فعالیت‌های پژوهشی، شناسایی و ثبت آثار فرهنگی ایران با همکاری ماکسیم سیرو و انتشار نشریهٔ باستان‌شناسی بود. بنیان‌گذاری پردیس هنرهای زیبای دانشگاه تهران، وی را مهم‌ترین شخصیت خارجی دورهٔ رضا شاه پهلوی قرار می‌دهد که نزدیک به ربع قرن در ایران حضور داشت.
وی در سالِ ۱۹۶۵ میلادی در ۸۴ سالگی در فرانسه درگذشت.

## آثار معماری

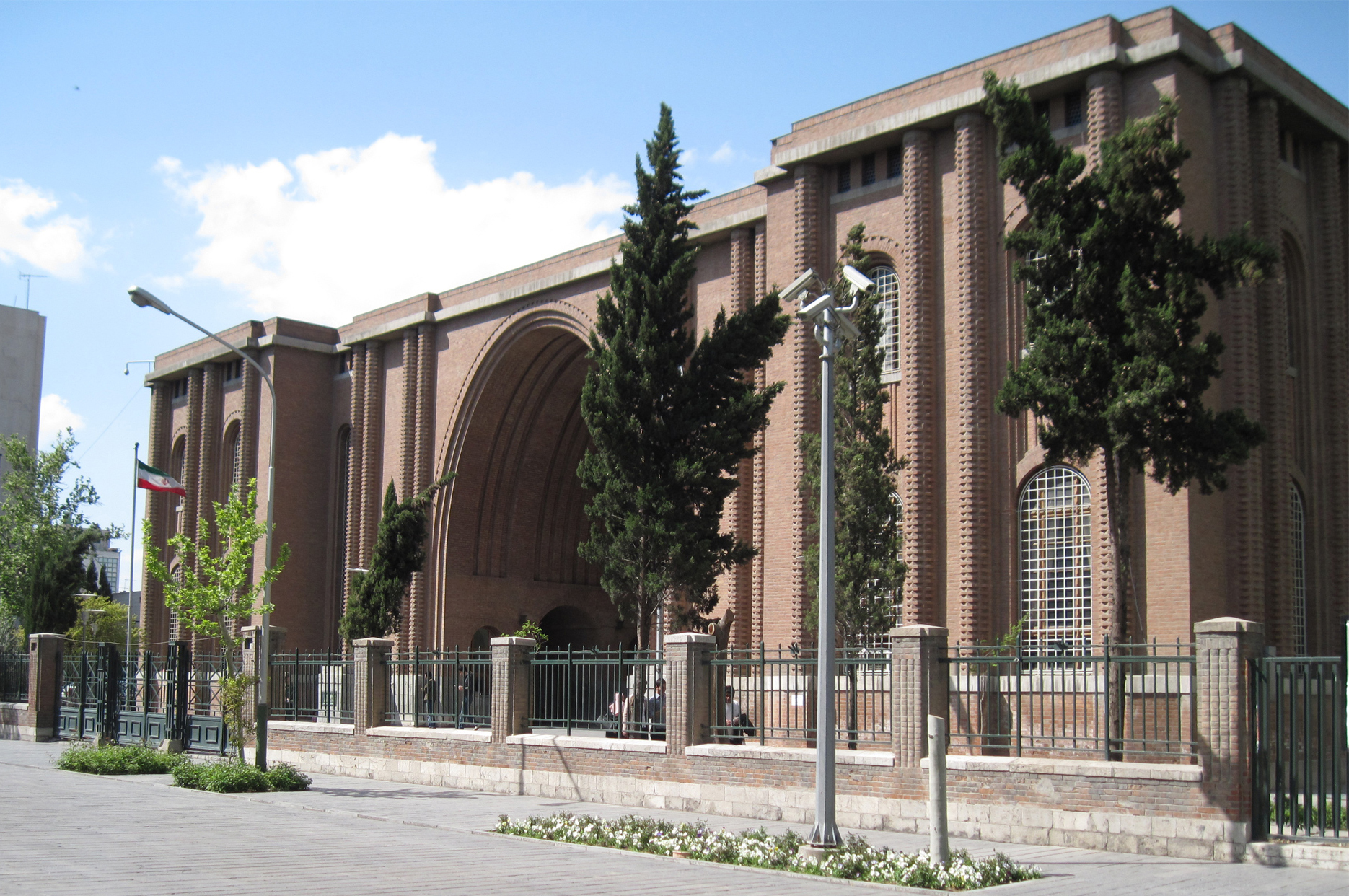
موزهٔ ملی ایران ، ساختمان موزه ایران باستان در تهران، طراحی‌شده توسط آندره گُدار

از مهم‌ترین کارهای اجراشدهٔ وی می‌توان به پردیس دانشگاه تهران، موزهٔ ایران باستان، حافظیه در شیراز، موزهٔ آذربایجان در تبریز، مدرسهٔ ایرانشهر در یزد اشاره کرد.
وی نخست طرح خیابان‌های اطراف و داخل دانشگاه را ارائه کرد و پس از تایید در پانزدهم بهمن ۱۳۱۳، عملیات اجرایی با کاشت نهال‌های درختان سایه گستر و باشکوه چنار در کنار خیابان‌ها آغاز شد.
ایدهٔ طراحی موزهٔ ایران باستان در زمان وزارت علی‌اصغر حکمت شکل گرفت. طراحی موزه به آندره گُدار واگذار شد و او به سال ۱۳۱۳ خورشیدی نقشه‌های ساختمان را تهیه کرد. ساختمان موزه در سال ۱۳۱۶ به اتمام رسید و ریزه‌کاری‌های داخلی و نصب ویترین‌ها و چیدن اشیا و تهیهٔ زیرنویس برای آن‌ها و سایر موارد فنی دو سال طول کشید و موزه رسماً در سال ۱۳۱۸ افتتاح شد (شیبایی، ۱۳۵۵، ۵۴-۵۳).
گُدار در سال ۱۳۱۶ خورشیدی یادمان بنای حافظ را، با الگوبرداری از عناصر معماری اسلامی ـ ایرانی، به‌صورت کلاه فرنگی در وسط باغی سرسبز اجرا کرد.
دبیرستان امام صادق (پیشتر: حکیم نظامی) بزرگترین و قدیمی‌ترین دبیرستان استان قم می‌باشد که در سال ۱۳۱۷ فعالیت آموزشی خود را آغاز نمود. این مدرسه در باغی به وسعت ۲۰۰۰۰ متر مربع توسط آندره گدار و همکارش با همراهی معماران محلی و با طرحی متناسب با اقلیم قم ساخته شد.
مدرسهٔ ایرانشهر یکی از ماندگارترین کارهای آندره گُدار است که به سال ۱۳۱۳ خورشیدی در یزد به مساحت ۱۵٬۰۰۰ مترمربع طراحی و ساخته شده‌است.

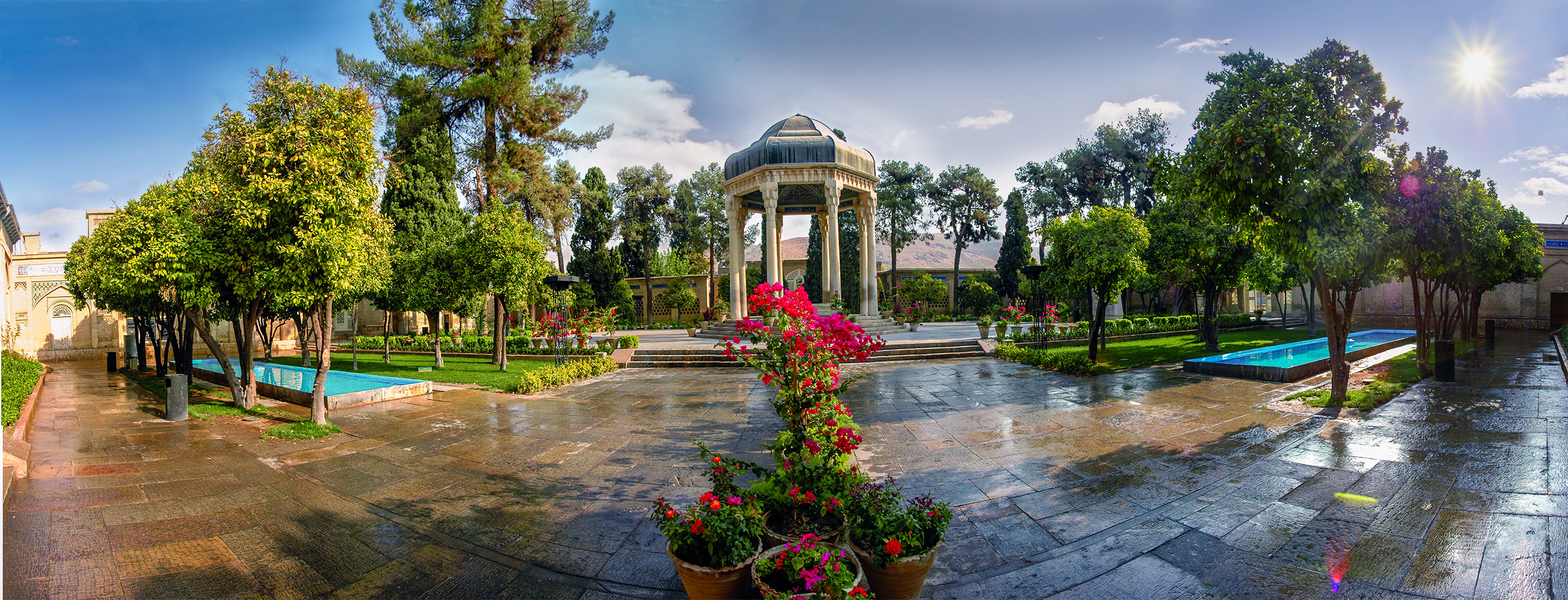
سراسرنمایی از حافظیه

## کتابشناسی
نهضت مقاومت ملی فرانسه در جنگ جهانی دوم وی را به‌عنوان نمایندهٔ خود در ایران برگزید. در این مدت، گُدار دست به چاپ نشریهای به نام فرانسهٔ آزاد در تهران زد.
از کتاب‌های گُدار، که به فارسی برگردانده شده، می‌توان به آثار ایران در چهار جلد و هنر ایران اشاره کرد.